# Mistrzostwa Polski w Boksie 1999
70. Mistrzostwa Polski w Boksie 1999 (mężczyzn) odbyły się w dniach 26–30 maja w Ostrowcu Świętokrzyskim. Na ringu ostrowieckiego KSZO zaprezentowali się tak uznani zawodnicy jak m.in. Andrzej Rżany, Mariusz Cendrowski, Robert Gortat, Wojciech Bartnik i Tomasz Bonin.

## Medaliści
| Kategoria:                        | Złoto:                                   | Srebro:                                   | Brąz:                                                                       |
| waga papierowa (do 48 kg)         | Marcin Jaworek (Gwardia Warszawa)        | Jakub Nawrocki (Eldorado Jastrzębie)      | Michał Czubak (KSZO Ostrowiec) Patryk Krak (Walka Zabrze)                   |
| waga musza (do 51 kg)             | Andrzej Rżany (Gwardia Wrocław)          | Daniel Zajączkowski (Gwarmet Dzierżoniów) | Laszek Pasowicz (KSZO Ostrowiec) Andrzej Ziora (06 Kleofas Katowice)        |
| waga kogucia (do 54 kg)           | Robert Ciba (Olimpia Poznań)             | Tomasz Mazur (Gwardia Wrocław)            | Paweł Koziorek (Start Włocławek) Krzysztof Wróblewski (Zawisza Bydgoszcz)   |
| waga piórkowa (do 57 kg)          | Marcin Walas (06 Kleofas Katowice)       | Mariusz Cieślak (Gwardia Wrocław)         | Krzysztof Szot (Walka Zabrze) Jarosław Pietrzyk (Eldorado Jastrzębie)       |
| waga lekka (do 60 kg)             | Giennadij Staruszenko (Polonia Świdnica) | Krzysztof Suchomski (Halex Elbląg)        | Piotr Jałowiec (Victoria Jaworzno) Rafał Sikora (06 Kleofas Katowice)       |
| waga lekkopółśrednia (do 63,5 kg) | Sławomir Malinowski (Tczew)              | Artur Bojanowski (Wda Świecie)            | Krzysztof Rękawek (Gwardia Warszawa) Robert Osmólski (Start Włocławek)      |
| waga półśrednia (do 67 kg)        | Mariusz Cendrowski (Gwardia Wrocław)     | Krystian Borucki (Zawisza Bydgoszcz)      | Robert Świerzbiński (Hetman Białystok) Zdzisław Patalita (KSZO Ostrowiec)   |
| waga lekkośrednia (do 71 kg)      | Robert Gortat (Halex Elbląg)             | Mirosław Nowosada (Halex Elbląg)          | Tomasz Kiczyński (Gwardia Warszawa) Arkadiusz Chowaniak (Gwardia Wrocław)   |
| waga średnia (do 75 kg)           | Paweł Kakietek (Gwardia Warszawa)        | Piotr Wilczewski (Gwardia Wrocław)        | Maciej Jankowski (Zawisza Bydgoszcz) Marcin Wyka (Victoria Jaworzno)        |
| waga półciężka (do 81 kg)         | Tomasz Miałkowski (KSZO Ostrowiec)       | Albert Rybacki (06 Kleofas Katowice)      | Aleksy Kuziemski (Hetman Białystok) Paweł Bukalski (Gwardia Warszawa)       |
| waga ciężka (do 91 kg)            | Wojciech Bartnik (Gwardia Wrocław)       | Piotr Ścieżko (Hetman Białystok)          | Paweł Matuszewski (Zawisza Bydgoszcz) Michał Kwietniewski (Gwardia Wrocław) |
| waga superciężka (powyżej 91 kg)  | Tomasz Bonin (Halex Elbląg)              | Tomasz Zeprzałka (Eldorado Jastrzębie)    | Ryszard Raszkiewicz (Eldorado Jastrzębie) Piotr Kosiarski (KSZO Ostrowiec)  |